# Kranichfeld
Kranichfeld – miasto w Niemczech, w kraju związkowym Turyngia, w powiecie Weimarer Land, siedziba wspólnoty administracyjnej Kranichfeld. W 2009 liczyło 3548 mieszkańców.

## Współpraca
Miejscowości partnerskie:
- Diemelstadt, Hesja
- Höchstadt an der Aisch, Bawaria